# Bélgica en los Juegos Olímpicos de Chamonix 1924
Bélgica estuvo representada en los Juegos Olímpicos de Chamonix 1924 por un total de 18 deportistas que compitieron en 4 deportes.  

## Medallistas
El equipo olímpico belga obtuvo las siguientes medallas:
| Nombre                                                                            | Deporte   | Competición |
| --------------------------------------------------------------------------------- | --------- | ----------- |
| Oro                                                                               |           |             |
| —                                                                                 |           |             |
| Plata                                                                             |           |             |
| —                                                                                 |           |             |
| Bronce                                                                            |           |             |
| Charles Mulder René Mortiaux Paul Van den Broeck Victor Verschueren Henri Willems | Bobsleigh | Cuádruple M |